# Erik Stålarm
Erik Stålarm, död 1632 i Mähren, var en svensk militär.

## Biografi
Erik Stålarm var son till Axel Eriksson Stålarm och Märta Boije. Han blev överstelöjtnant och deltog i riksdagen 1629. Stålarm avled i krig 1632 i Mähren.

### Egendom
Stålarm ägde Villilä i Masku socken.

### Familj
Stålarm gifte sig med Christina Kursell, dotter till ståthållaren Jost Kursell över Närke och Ebba Lilliehöök. Christina Kursell var änka efter löjtnanten Erik Horn af Kanckas. Stålarm och Kursell fick tillsammans barnen kungliga rådet, presidenten greve Axel Stålarm (1630–1702) och militären Erik Stålarm (1631–1656).